# Восточный энцефалит лошадей
Восточный энцефалит лошадей (ВЭЛ) — редкое вирусное заболевание, передающееся комарами и поражающее лошадей, людей, а также птиц. Заболевание вызывается вирусом восточного энцефалита лошадей.

## Эпидемиология
Восточный энцефалит лошадей встречается преимущественно в восточной части США, но случаи могут регистрироваться и в других регионах. Эпидемии чаще всего возникают в тёплые месяцы, когда активность комаров наиболее высокая.

## Симптомы

### У лошадей
Лошади, инфицированные вирусом, могут проявлять следующие симптомы:
- Высокая температура;
- Депрессия;
- Нарушения координации;
- Слабость;
- Судороги.

В тяжёлых случаях болезнь может привести к смерти.

### У людей
У людей заболевание может варьироваться от лёгкого гриппоподобного состояния до тяжёлого энцефалита, который может привести к коме и смерти. Симптомы могут включать:
- Головная боль;
- Лихорадка;
- Рвота;
- Сонливость;
- Дезориентация;
- Судороги.

## Профилактика
Для лошадей вакцинация является эффективным средством профилактики заболевания. Для людей рекомендуется использовать репелленты и другие меры для защиты от укусов комаров, такие как:
- Ношение одежды, закрывающей кожу;
- Использование москитных сеток;
- Применение инсектицидов.

## Диагностика и лечение
Диагностика восточного энцефалита лошадей включает серологические тесты и ПЦР для выявления вируса. Лечения специфического против вируса нет, поэтому терапия направлена на облегчение симптомов и поддержку жизненно важных функций.